# Borghetto Santo Spirito
Borghetto Santo Spirito (en ligur Borghetto) és un comune italià, situat a la regió de la Ligúria i a la província de Savona. El 2015 tenia 4.948 habitants.

## Geografia
Té una superfície de 5,39 km² i limita amb Boissano, Ceriale, Loano i Toirano.

## Evolució demogràfica
| Gràfica d'evolució de Borghetto Santo Spirito entre 1861 i 2011 |
|                                                                 |
| Font: ISTAT                                                     |